# Alvin (DSV-2)

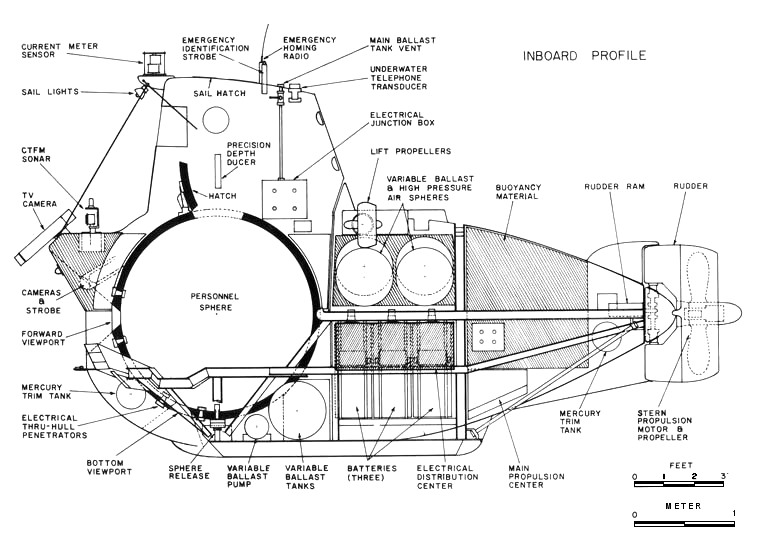
Seitenriss von Alvin

Alvin (Deep Submergence Research Vehicle - DSV-2 oder DSRV-2) ist ein Tiefsee-U-Boot mit einer Länge von 7 Metern und einem Gewicht von 16 Tonnen. Der Eigentümer von Alvin ist die United States Navy, betrieben wird das U-Boot derzeit von der Woods Hole Oceanographic Institution (WHOI).

## Geschichte
Das U-Boot wurde zu einem Preis von 575.000 US-Dollar von der General Mills’ Electronics Group (Litton Industries) in Minneapolis, Minnesota, gebaut und am 5. Juni 1964 ausgeliefert. Nach einer Erprobungsphase, die bis zum Sommer 1965 abgeschlossen war, fuhr das Boot abwechselnd für private Unternehmen und für das Office of Naval Research der US Navy.
Ein markanter Einsatz der Alvin war die Suche nach einer Wasserstoffbombe, die nach einer Kollision einer B-52 mit einem KC-135-Tankflugzeug im Januar 1966 vor Spanien ins Meer gefallen war (Palomares-Zwischenfall). Weiter erhielt Alvin durch skurrile Zwischenfälle Aufmerksamkeit vonseiten der Medien; so wurde das Boot einmal von einem Schwertfisch angegriffen, außerdem verlor das Boot bei einer Kollision mit seinem Mutterschiff einen Greifarm. Der auffälligste Unfall mit diesem Tauchboot ereignete sich im Oktober 1968 im Atlantik rund 88 Meilen vor der Küste von Nantucket, Massachusetts, als Alvin bei der Vorbereitung zu seinem 308. Taucheinsatz sank. Nachdem zwei Kabel der Aufnahme des U-Boots gerissen waren, lief Wasser in den Druckkörper des U-Boots. Die Besatzung konnte sich rechtzeitig retten, das Boot jedoch sank auf 1.580 Metern Tiefe. Erst ein Jahr später konnte das Fahrzeug mithilfe der Aluminaut geborgen werden. Das Boot konnte zwei Jahre später nach einer ausführlichen Grundüberholung wieder eingesetzt werden.
Sein medienwirksamster Einsatz war 1986, als mit seiner Hilfe das Wrack der Titanic erkundet wurde. Alvin wirkte auch mit, als man sich im Rahmen des FAMOUS-Projekts anschickte, den Mittelozeanischen Rücken vor Ort zu erkunden. 1977 wurden vor den Galapagosinseln die Schwarzen Raucher (engl. Black Smoker) entdeckt. Diese Fahrt stellt gleichzeitig die erste Hydrothermalquellen-Expedition dar.

## Beschreibung
Ursprünglich betrug die maximale Tauchtiefe von Alvin 1.800 Meter. 1973 wurde das U-Boot jedoch umgebaut und erhielt eine 5 cm dicke Titanhülle, sodass das Tauchboot nun 4.500 Meter tief tauchen kann. Innen haben drei Personen Platz, der Pilot und zwei Forscher. Die Sichtfenster sind aus 9 cm dickem Kunststoff. Alvin taucht, indem er mit Gewichten beladen wird; wenn der Tauchgang zu Ende ist, werden sie einfach abgeworfen und das U-Boot steigt langsam auf. Bei Bedarf können die seitlichen Triebwerke für zusätzlichen Auftrieb eingesetzt werden. Zusätzlich kann die Ausrüstung abgeworfen werden, die mehr Gewicht als Auftrieb mit sich bringt. Die Atemluftvorräte reichen für ungefähr 3 Tage. In einem Notfall kann die Kapsel mit den drei Insassen vom Rest des Bootes abgetrennt werden.

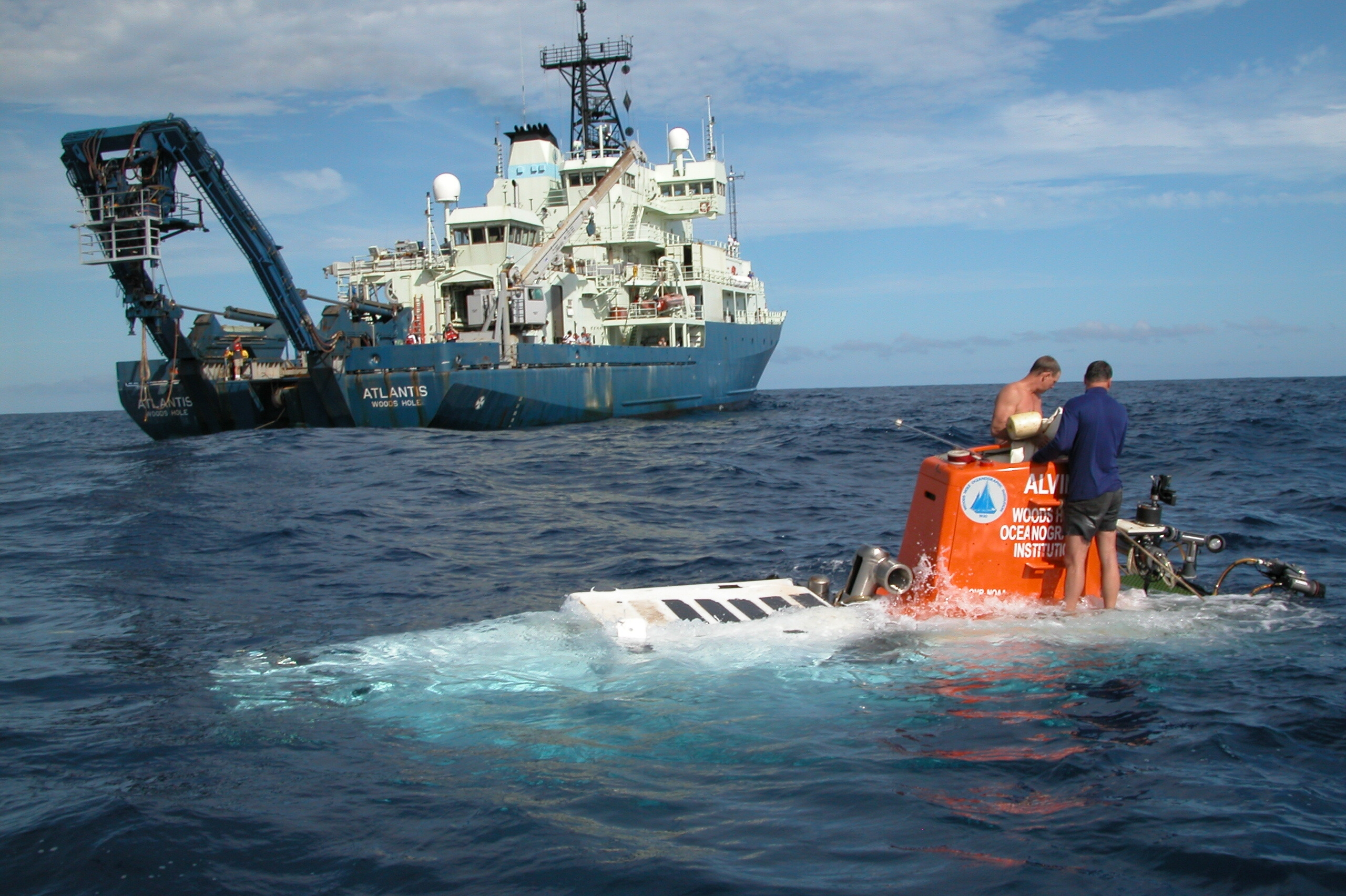
Alvin 2004 vor seinem Mutterschiff Atlantis II

Mutterschiff für Alvin war zunächst der Katamaran Lulu (DSRVT-1). Ab 1968 übernahm diese Rolle die Mizar. Seit 1986 ist die Atlantis II das Transportschiff für das Tauchboot.